# Yōkai
Yōkai (jap. 妖怪) – ogólna nazwa mitycznych stworzeń-potworów występujących w japońskiej mitologii i tradycjach ludowych. Coś odmienionego lub okazującego dziwne zmiany w sposób niezrozumiały, powodujący w ludziach strach lub zdziwienie.

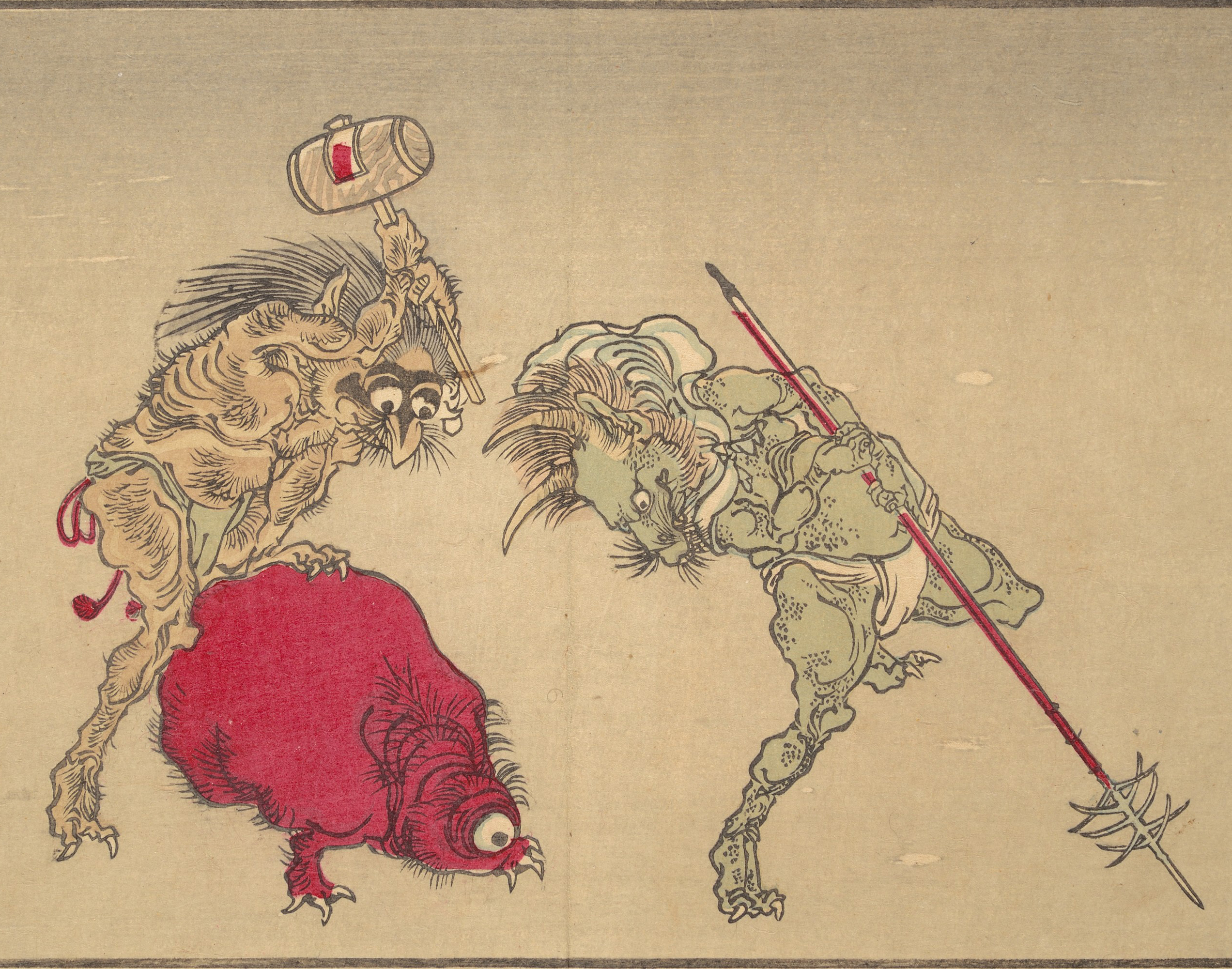
Kyōsai Kawanabe (1831–1889), drzeworyt ukiyo-e przedstawiający yōkai

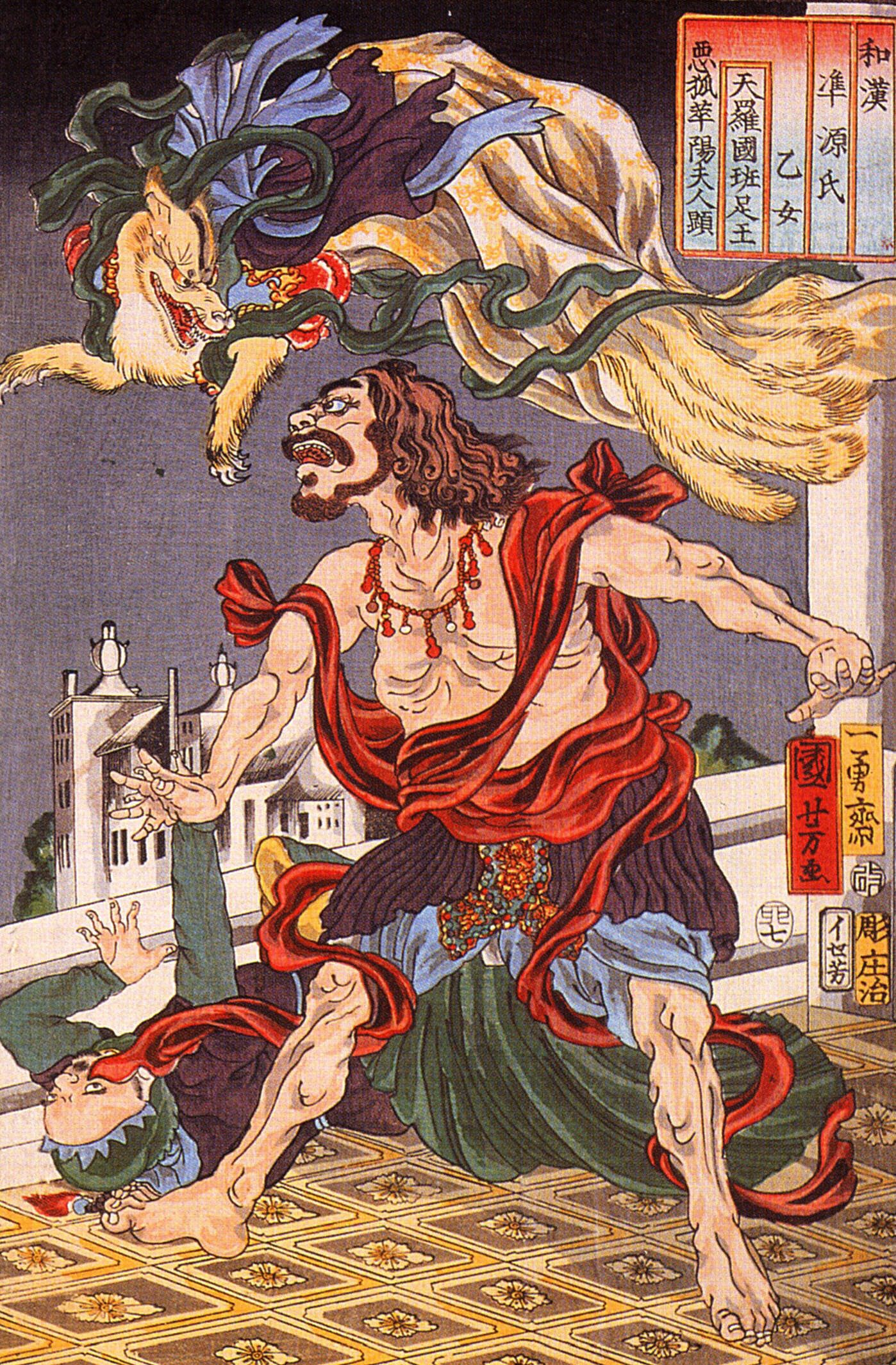
Kuniyoshi Utagawa (1798–1861), Książę Hanzoku terroryzowany przez lisa o dziewięciu ogonach

Podobne znaczenie mają japońskie słowa: bakemono (化け物, bake-mono lub obake お化け, o-bake), mamono (魔物, ma-mono) i mononoke (物の怪, mono-no-ke).
Pojęcie yōkai ma bardzo szerokie znaczenie i obejmuje całą gamę stworów, których boją się Japończycy: duchy, widma, demony, mamidła, zjawy, odmieńce, upiorne zwierzęta, straszydła, diabły, ogry, złośliwe skrzaty i inne istoty posiadające nadnaturalne moce o nieznanym pochodzeniu, pojawiające się pod postacią: zjawisk, ludzi, roślin lub zwierząt, a nawet przedmiotów codziennego użytku takich, jak np. parasol, czy czajnik.
Ze względu na to, że występują one bardzo licznie (są bohaterami baśni, przypowieści, książek i filmów) oraz charakteryzują się różnymi cechami, są klasyfikowane na różne sposoby.